# 175 (عدد)
175 هو عدد صحيح. طبيعي بين 174 و176

## في الرياضيات

### خصائص
- 175عدد فردي
- 175عدد ناقص
- 175 عدد مضلعي (10 أضلاع-19 أضلاع-...)